# Crisis energética de Sudáfrica
La Crisis energética de Sudáfrica es un período en curso en el que Sudáfrica experimenta apagones continuos generalizados a medida que la oferta se queda atrás de la demanda, lo que amenaza con desestabilizar la red nacional. Comenzó en los últimos meses de 2007 y continúa hasta el día de hoy.  La empresa de energía eléctrica nacional y el generador de energía principal del gobierno, Eskom, y varios parlamentarios atribuyeron estos apagones progresivos a una capacidad de generación insuficiente.  Con un margen de reserva estimado en 8% o menos,  este "desprendimiento de carga" se implementa siempre que las unidades generadoras se desconectan para su mantenimiento, reparación o repostaje (en el caso de las unidades nucleares). Según Eskom y funcionarios gubernamentales, la solución requiere la construcción de centrales eléctricas y generadores adicionales.

## Antecedentes
Los responsables de la toma de decisiones y los líderes tanto en Eskom como en el gobierno predijeron a finales de la década de 1990 que Eskom se quedaría sin reservas de energía en 2007 a menos que se tomaran medidas para evitarlo.
En 1998, Eskom adquirió una participación minoritaria en la empresa de tecnología de energía alternativa Amazing Amanzi Systems (Pty) Ltd con la visión de incorporarla a su empresa conjunta con Royal Dutch Shell como parte del proyecto Shell Solar Homes. La controversia estalló con la cancelación del Proyecto Shell Solar y el lanzamiento de estufas y calentadores de agua de queroseno gratuitos y / o subsidiados debido a la presión política.

## Primer período: 2007 – 2008
El primer período de escasez crónica de energía ocurrió a fines de 2007 y duró al menos hasta mayo de 2008. El programa de televisión de investigación Carte Blanche informó que parte del problema está relacionado con el suministro de carbón a las centrales eléctricas de carbón. Several other causes have been postulated, including skills shortages and increasing demand for electricity around the country.
Eskom fue criticada por exportar electricidad a los estados africanos vecinos sin tener la capacidad para satisfacer la demanda de Sudáfrica. Sin embargo, Eskom anunció el 20 de enero de 2008 que había dejado de exportar energía. El gobierno afirmó que la escasez los había tomado por sorpresa ya que la economía sudafricana había crecido más rápido de lo esperado; sin embargo, su tasa de crecimiento objetivo del 6% anual no se alcanzó entre 1996 y 2004. La tasa de crecimiento promedio del  PIB durante este período fue del 3,1%.
El año 2012 se mencionó con frecuencia como el final más temprano posible de la escasez de energía.

## Segundo período: 2014 – 2015
La central eléctrica de Majuba perdió su capacidad para generar energía tras el colapso de uno de sus silos de almacenamiento de carbón el 1 de noviembre de 2014. La central eléctrica de Majuba entregó aproximadamente el 10% de la capacidad total del país y el colapso detuvo la entrega de carbón a la planta. Un segundo silo desarrolló una gran fisura el 20 de noviembre provocando el cierre de la planta nuevamente, esto luego de que se instituyeran medidas temporales para entregar carbón a la planta.
El 5 de diciembre de 2014, Eskom inició una importante fase de deslastre de carga en Sudáfrica después del cierre de dos centrales eléctricas el 4 de noviembre (de dicho año) debido a la escasez de diésel. También se informó que los planes de almacenamiento por bombeo de Palmiet y Drakensberg también estaban experimentando dificultades debido al agotamiento de la reserva de agua para las plantas hidroeléctricas. La tercera etapa fue el grado más alto de desprendimiento de carga en ese momento.
El jueves 4 de noviembre, Eskom se quedó 4000 MW por debajo de la demanda de electricidad del país de 28000 MW. La empresa de energía tiene la capacidad de producir 45583 MW pero solo puede suministrar convert 24000 MW debido al mantenimiento "planificado y no planificado". Una turbina en la Central eléctrica de Duvha de Eskom todavía está fuera de servicio debido a un "incidente inexplicable" en marzo de 2014. El desprendimiento de carga estaba programado para reanudarse en febrero de 2015, debido al inicio de la industria, después del período de vacaciones de diciembre.

## Tercer período: febrero – marzo de 2019
Otro período de desprendimiento de carga comenzó en febrero de 2019 cuando Eskom anunció un desprendimiento de carga de nivel 4 debido a la pérdida temporal de capacidad de generación. Esto requirió la eliminación de 4.000 MW de consumo de energía de la red nacional.  A mediados de marzo de ese año, Eskom implementó extensos cortes de energía en todo el país como parte del desprendimiento de carga de nivel 4.

## Cuarto período: diciembre de 2019 – marzo de 2020
Eskom implementó una nueva ronda de desprendimiento de carga a partir de diciembre de 2019. Sudáfrica está experimentando actualmente su peor crisis energética, cuando la etapa 6 de desprendimiento de carga se activó por primera vez en diciembre. Eskom declaró que de su capacidad nominal total de alrededor de 44,000 MW, no pudo proporcionar alrededor de 13,000 MW de capacidad total, lo que resultó en apagones en todo el país.
Se culpó a una combinación de factores por el cuarto período de desprendimiento de cargas que van desde el clima hasta acusaciones de sabotaje y negligencia. Las lluvias inusualmente fuertes en la región de Alto Veld de Sudáfrica provocaron carbón húmedo e inundaciones, lo que provocó que varias plantas no pudieran funcionar de manera eficaz, Mas notablemente en la central eléctrica Medupi. El presidente  Ramaphosa declaró que una razón adicional para el desprendimiento de carga fue la pérdida de 2.000 MW debido al presunto sabotaje de un empleado de Eskom. El director de operaciones de Eskom, Jan Oberholzer, declaró públicamente que la razón principal del desprendimiento de carga se debía a la falta de mantenimiento y la negligencia durante los doce años anteriores, lo que resultó en un sistema impredecible y poco confiable. Los partidos de oposición sudafricanos criticaron al Congreso Nacional Africano y al presidente Ramaphosa por la forma en que manejaron la crisis. Una ronda adicional de desprendimiento de carga (etapa 4) se inició en marzo de 2020 cuando la [Central nuclear Koeberg]] experimentó una falla en una de las bombas de enfriamiento de agua de mar.

## Efecto sobre la economía
En enero y febrero de 2008, los precios mundiales del platino y el paladio alcanzaron niveles récord cuando las minas se cerraron por primera vez y posteriormente se restringió su uso de electricidad. Sudáfrica suministra el 85% del platino del mundo y el 30% del paladio. Las empresas mineras estiman que cada año se perderán cientos de miles de onzas de producción de oro y platino hasta que pase la crisis. Las estimaciones sobre el impacto económico directo aún no están disponibles, pero dada la dependencia de Sudáfrica de las exportaciones de metales preciosos para financiar su déficit en cuenta corriente, los comerciantes han rebajado severamente la moneda.
Debido principalmente al impacto en las empresas mineras, los economistas han rebajado significativamente las previsiones de crecimiento del PIB. El consenso actual ronda el 4% (muy por debajo del objetivo del gobierno del 6%), con la salvedad de que el crecimiento podría reducirse en 20 puntos básicos cada mes en determinadas circunstancias.
Los bancos y las empresas de telecomunicaciones en general han seguido funcionando como de costumbre gracias a los sistemas de respaldo existentes. Los minoristas informaron inicialmente de grandes pérdidas debido a los alimentos congelados y refrigerados en mal estado, pero están instalando rápidamente sistemas de generación. Muchas grandes fábricas han informado que es imposible asumir los gastos de capital necesarios para mantener las operaciones ininterrumpidas. Sin embargo, las más grandes (incluidas las fundiciones de aluminio que pueden ser efectivamente destruidas por cortes de más de cuatro horas) tienen acuerdos de nivel de servicio garantizados con Eskom y no se han visto afectados en gran medida.
Las grandes empresas con inversores internacionales también se han visto afectadas por la crisis eléctrica y no han tenido más remedio que anunciar estos efectos a la comunidad internacional, poniendo la situación en conocimiento de posibles inversores extranjeros. Se estimó que la desprendimiento de la carga en los primeros seis meses de 2015 le costó a las empresas sudafricanas R13.72 mil millones en ingresos perdidos con R716 millones adicionales gastados por las empresas en generadores de respaldo.
Los propietarios de pequeñas empresas en Sudáfrica dijeron que el desprendimiento de carga fue el desafío número uno que enfrentaron en el primer trimestre de 2019. En un informe de sentimiento de pequeñas empresas de 3984 propietarios de pequeñas empresas, el 44% dijo que se habían visto gravemente afectados por el desprendimiento de cargas y el 85% afirmó que había reducido sus ingresos. El 40% de las pequeñas empresas perdieron ingresos del 20% o más durante el período de reducción de carga. El 20% de los propietarios dice que si la reducción de carga continuara en niveles similares a los del primer trimestre de 2019, tendrían que considerar reducir sus niveles de personal o cerrar su negocio.

## Gestión de la crisis
En febrero de 2008, los apagones se detuvieron temporalmente debido a la reducción de la demanda y la estabilización del mantenimiento. Su caída en la demanda fue causada por el cierre o desaceleración de muchas de las minas del país para ayudar a aliviar la carga. Sin embargo, el desprendimiento de carga obligatorio programado regularmente comenzó en abril de 2008, para permitir períodos de mantenimiento de los generadores de energía y la recuperación de las reservas de carbón antes del invierno, cuando se espera que aumente el uso de electricidad.
La expansión de la capacidad de generación verá un gasto estimado de R280 mil millones durante los próximos cinco años, con alrededor de 20000 megavatios de capacidad adicional que estarán en línea en 2025. Sin embargo, aún no se ha obtenido financiación a corto ni largo plazo y la rebaja de la calificación crediticia de Eskom ha provocado especulaciones sobre una inyección de capital por parte del gobierno.
El 11 de diciembre de 2014 se anunció que el presidente Jacob Zuma había asignado al vicepresidente Cyril Ramaphosa la tarea de supervisar la transformación de tres empresas estatales, a saber, "Eskom, South African Airways y South African Post Office", todas las cuales se encontraban en una situación desesperada.
El 15 de enero de 2015, el entonces director ejecutivo de Eskom, Tshediso Matona, admitió que la política de Eskom de "Mantener las luces encendidas" significaba que el mantenimiento de la central eléctrica se descuidó durante años y que los sudafricanos tendrán que acostumbrarse a los cortes de electricidad durante los próximos cuatro a cinco años.
En diciembre de 2015, el Tribunal Supremo de Apelación consideró "ilegal" un acuerdo entre Eskom y Areva para reemplazar los generadores de vapor en la planta nuclear de Koeberg, lo que cuestionó el proceso de licitación de la empresa de servicios públicos.
A finales de 2016, Standard & Poor's rebajó aún más la calificación crediticia de Eskom a subinversión, reduciendo su calificación crediticia a largo plazo a BB, dos niveles por debajo del umbral de inversión
En 2016, Matshela Koko, exjefe de generación de Eskom, fue nombrado CEO interino.
En 2016, Eskom declaró que tenía la intención de buscar una solución nuclear a los problemas energéticos actuales. Según las proyecciones de finales de 2016, el uso de energía nuclear proporcionaría más de 1000 GW de energía para 2050. En preparación, la empresa lanzó un programa de capacitación para 100 técnicos, ingenieros y artesanos para certificarlos como operadores nucleares. En enero de 2018, el director financiero interino de Eskom declaró que la compañía no podía permitirse una nueva construcción, luego de una caída del 34% en las ganancias provisionales debido a la disminución de las ventas y al aumento de los costos de financiamiento. El gobierno declaró que seguiría adelante con el plan pero más lentamente.
El Regulador Nacional de Energía de Sudáfrica negó una solicitud de Eskom para aumentar las tarifas eléctricas en un futuro 19,9% para el año fiscal 2018/19. En cambio, el regulador otorgó un aumento del 5,2% y dio una lista de las razones de la negativa a otorgar tarifas más altas que el periódico sudafricano Business Day señaló que pintaba "un cuadro de ineficiencia, predicciones inexactas y sobrecostos" en la empresa de energía. Parte de la negativa fue el hallazgo de que Eskom tenía 6,000 empleados adicionales que no eran necesarios, lo que le costó a la compañía R3,8 mil millones al año.
El 28 de marzo de 2018, Moody's rebajó la calificación crediticia de Eskom de B1 a B2 y señaló que le preocupaba "la falta de apoyo financiero tangible para la empresa en el presupuesto estatal de febrero".

## Desprendimientos de carga
A diciembre de 2019, Eskom ha publicado 8 etapas de desprendimiento de carga, cada etapa representa la eliminación de la demanda de 1000 MW mediante el cierre controlado en secciones de la red de suministro según un programa predeterminado. Los horarios pueden variar según la ubicación. La etapa 6 (reducción de 6000 MW) se implementó por primera vez el 9 de diciembre de 2019.
| Etapa   | Carga de energía eliminada de la red nacional | Impacto típico                                                                                        | Porcentaje de usuarios de la red sin energía |
| ------- | --------------------------------------------- | --- | -------------------------------------------- |
| Etapa 1 | 1000 MW                                       | Clientes desconectados de 2 a 4 horas a la vez, por un total de 6 horas durante 4 días (6/96 horas)   | ~6% Sin energía                              |
| Etapa 2 | 2000 MW                                       | Clientes desconectados de 2 a 4 horas a la vez, por un total de 12 horas durante 4 días (12/96 horas) | ~12.5% Sin energía                           |
| Etapa 3 | 3000 MW                                       | Clientes desconectados de 2 a 4 horas a la vez, por un total de 18 horas durante 4 días (18/96 horas) | ~19% Sin energía                             |
| Etapa 4 | 4000 MW                                       | Clientes desconectados de 2 a 4 horas a la vez, por un total de 24 horas durante 4 días (24/96 horas) | ~25% Sin energía                             |
| Etapa 5 | 5000 MW                                       | Clientes desconectados de 2 a 4 horas a la vez, por un total de 30 horas durante 4 días (30/96 horas) | ~31% Sin energía                             |
| Etapa 6 | 6000 MW                                       | Clientes desconectados de 2 a 4 horas a la vez, por un total de 36 horas durante 4 días (36/96 horas) | ~37% Sin energía                             |
| Etapa 7 | 7000 MW                                       | Clientes desconectados de 2 a 4 horas a la vez, por un total de 42 horas durante 4 días (42/96 horas) | ~44% Sin energía                             |
| Stage 8 | 8000 MW                                       | Clientes desconectados de 2 a 4 horas a la vez, por un total de 48 horas durante 4 días (48/96 horas) | ~50% Sin energía                             |

Por lo general, después del período de desconexión de 2 o 4 horas, se agregan 30 minutos adicionales para permitir el encendido, esos 30 minutos no se cuentan en los totales como se mencionó anteriormente, y surgen otros problemas durante el encendido que pueden causar un apagón de falla real en el área más allá del horario programado.[cita requerida]